# Pico de la Nevera (Sierra de Vicor)
El Pico de la Nevera (1.411 m s. n. m.), situado en la localidad de El Frasno, el segundo pico más alto de la Sierra de Vicor, ubicada en la provincia española de Zaragoza.
Es superado únicamente por el cercano Pico del Rayo, donde se registra la máxima altitud de la cordillera, 1427 m s. n. m.
No siempre fue así, y es que hasta la década de 1950, el punto más alto de la "Vicora" (nombre popular en la zona a la Sierra de Vicor) fue siempre La Nevera. Es entonces cuando, entre el Moncayo y La Nevera, se escogería este último como emplazamiento donde, en colaboración con el gobierno de EE. UU., se comenzaría la construcción de un centro de comunicaciones y de vigilancia del espacio aéreo español de gran utilidad para el Ejército del Aire de España y la USAF. Para albergar dichas instalaciones se llevó a cabo un alisado del terreno en la parte más elevada de la cadena montañesa, que rebajaría la altitud de La Nevera a los 1.411 m s. n. m. actuales.
Estas instalaciones han evolucionado con el paso de los años y, desde el apagado en 2005 de los radares originales y la instalación del radar español Lanza 3D, son gestionadas exclusivamente por la Fuerza Aérea Española, con su actual denominación de Escuadrón de Vigilancia Aérea n°1. Este radar, con una disponibilidad anual práctica del 99%, juega un papel clave en la vigilancia del espacio aéreo español, permitiendo prevenir con suficiente antelación cualquier amenaza que pudiese sufrir el país, puesto que otorga, entre todos los radares distribuidos por la nación, una de las áreas de cobertura más extensa gracias a su privilegiada localización.
El pico recibe su nombre por la ubicación de una antigua nevera que fue apuntalada en 2009 en vistas a su explotación como atractivo turístico.